# Jeannette Prin
Pour les articles homonymes, voir Prin.
Jeannette Prin, née Despretz le 8 juin 1907 à Auchy-lez-la-Bassée (Pas-de-Calais) et morte le 6 avril 1970  à Thiembronne (Pas-de-Calais), est une femme politique française.
Membre du Parti communiste français, elle a été conseillère générale du canton de Lens-Nord-Est et députée du Pas-de-Calais.

## Biographie
Fille d'ouvriers, née Jeannette Marguerite Despretz, elle devient employée des postes après son succès au brevet élémentaire. Plutôt proche des milieux socialistes, notamment après son mariage avec Gustave Prin, en 1932, militant SFIO et conseiller municipal d'Auchy-les-Mines, dans le Pas-de-Calais, elle se rapproche des communistes pendant la guerre, par le biais du réseau de résistance animé par Ignace Humblot dans le Pas-de-Calais. Son engagement lui vaut la médaille de la résistance.
Elle adhère au PCF à la Libération et entre dans les instances départementales du PCF du Pas-de-Calais en 1946. Elle y occupe plusieurs fonctions, jusqu'à sa mort. Elle est appelée au secrétariat fédéral en août 1949, en remplacement de Roger Pannequin, appelé à Paris à la section d’organisation par Auguste Lecoeur.
Conseillère municipale d'Auchy-les-Mines de 1947 à 1953, elle est élue députée en 1951, l'année où les communistes gagnent un siège dans le département. Secrétaire départementale de l'Union des femmes françaises (UFF) du Pas-de-Calais depuis 1944, c'est une spécialiste des questions du droit des femmes et de la préservation des emplois miniers, qui est réélue en 1956, après avoir participé à l'éviction d'Auguste Lecoeur en 1954 en dénonçant le travail de l'UFF dans son département.
Une de ses interventions sur la guerre d'Algérie, à l'Assemblée nationale, en février 1958, dans laquelle elle soutient les déserteurs, provoque les incidents de séance de février 1958, car elle a donné lecture des témoignages du comité de résistance spirituelle.
Battue aux législatives de 1958, lors de la déroute locale du PCF, qui perd la totalité de ses cinq députés dans le Pas-de-Calais, elle retrouve l'assemblée en 1962, et voit son mandat de députée renouvelé à chaque élection jusqu'à sa mort. Elle fait partie des rares femmes de l'Assemblée dans les années 1960.
En 1967, elle est élue conseillère générale, dans un canton de Lens.
Elle meurt dans un accident de la route en cours de mandat.

## Décoration
- Médaille de la Résistance

## Détail des fonctions et des mandats

### Mandats parlementaires
- 17 juin 1951 - 1er décembre 1955 : députée du Pas-de-Calais.
- 2 janvier 1956 - 8 décembre 1958 : députée du Pas-de-Calais.
- 25 novembre 1962 - 2 avril 1967 : députée de la 11e circonscription du Pas-de-Calais.
- 12 mars 1967 - 30 mai 1968 : députée de la 11e circonscription du Pas-de-Calais.
- 30 juin 1968 - 6 avril 1970 : députée de la 11e circonscription du Pas-de-Calais.

### Mandats locaux
- 1947 - 1953 : conseillère municipale d’Auchy-les-Mines.
- 1967 - 1970 : conseillère générale du Pas-de-Calais (canton de Lens-Nord-Est).